# Cophinopoda chinensis
Cophinopoda chinensis là một loài ruồi trong họ Asilidae. Cophinopoda chinensis được Fabricius miêu tả năm 1794.

## Hình ảnh

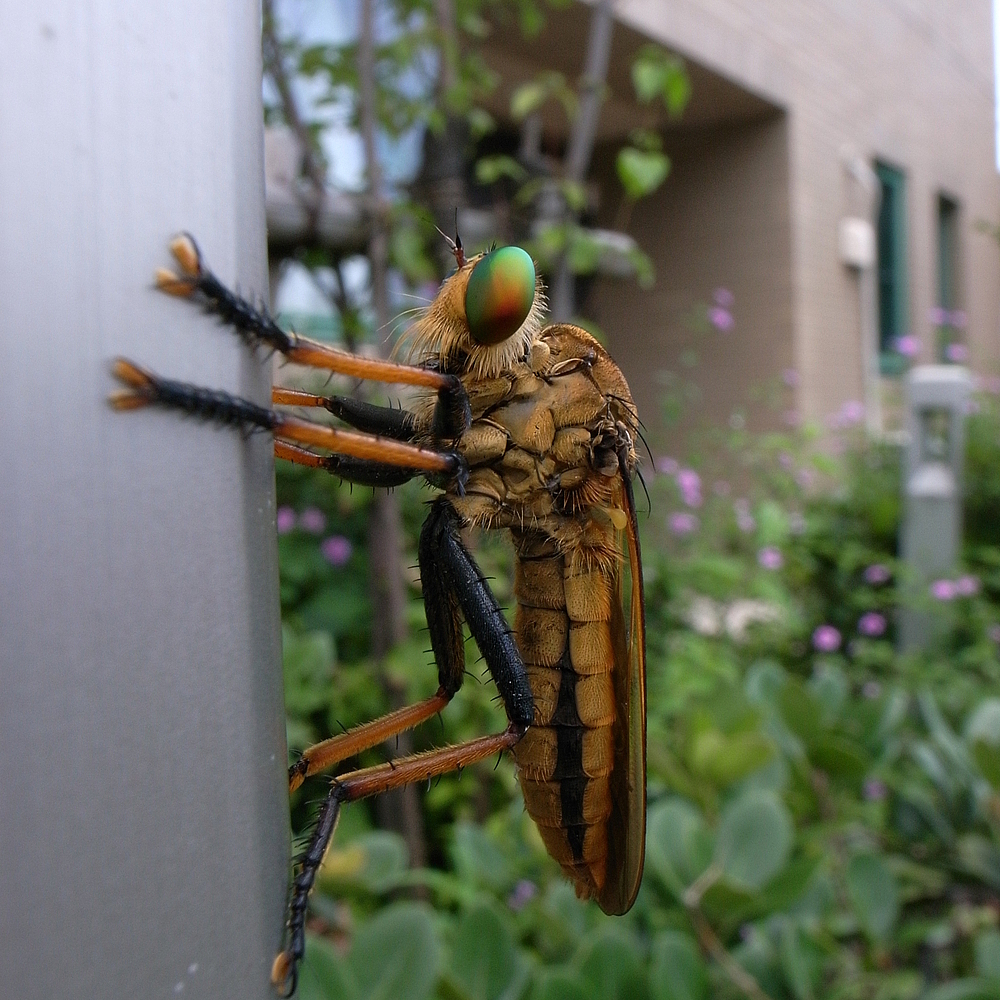
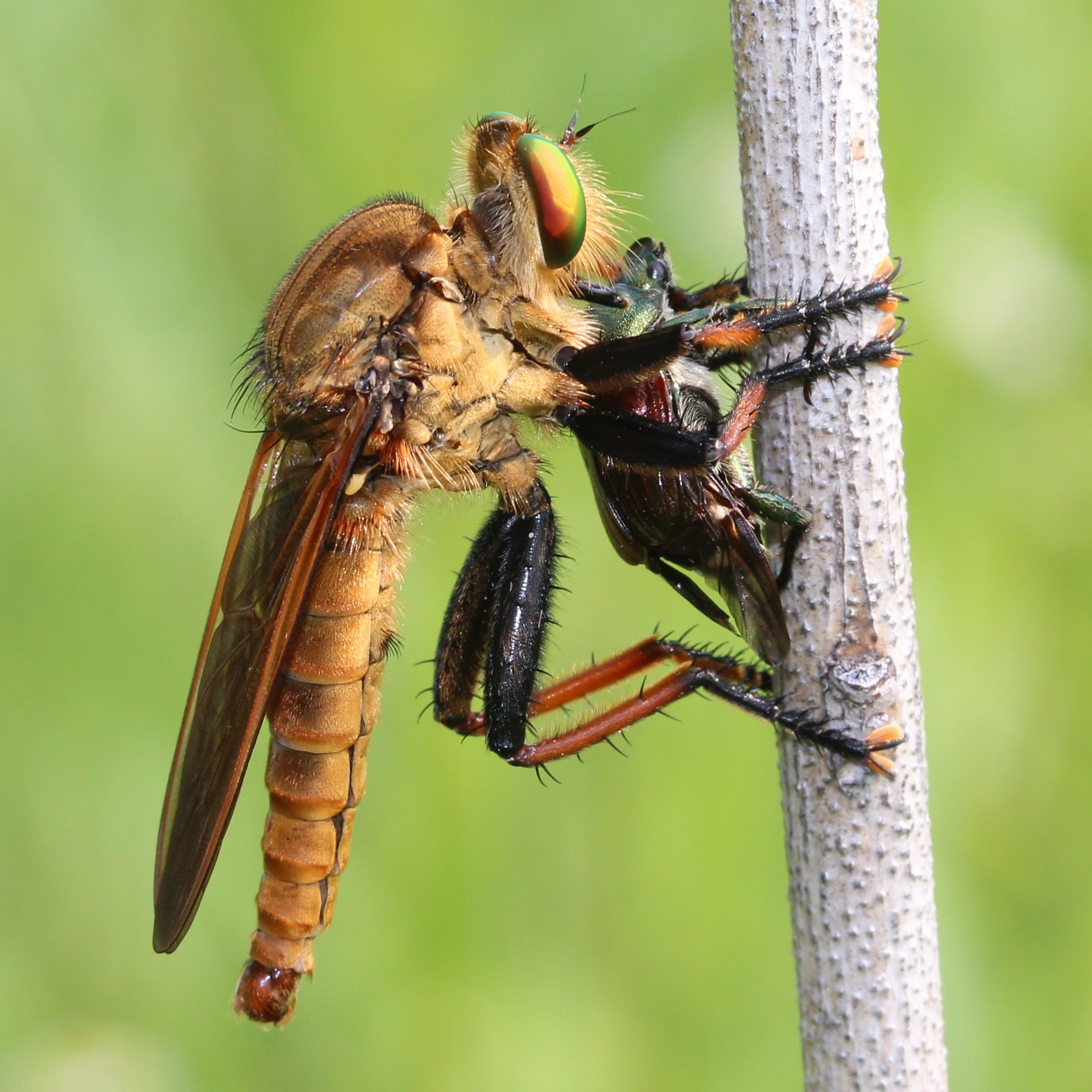